# ATR 72
El ATR 72 es un avión comercial propulsado por dos motores turbohélice para viajes regionales y trayectos de corta duración construidos en Francia e Italia por ATR. Ha sido desarrollado a partir del ATR 42. El ATR 72 tiene una capacidad máxima de 78 asientos y es tripulado por dos personas. El número "72" en su nombre se deriva de la configuración de asientos estándar de la aeronave en una configuración de transporte de pasajeros, que podría acomodar de 72 a 78 pasajeros en un combinación de clase única.
Hasta la fecha, toda la serie ATR se ha completado en la línea de ensamblaje final de la compañía en Toulouse, Francia. ATR se beneficia de compartir recursos y tecnología con Airbus SE, que ha seguido teniendo una participación del 50% en la empresa. Se han desarrollado modelos sucesivos del ATR 72. Las actualizaciones típicas han incluido nueva aviónica, como una cabina de cristal, y la adopción de versiones de motor más nuevas para ofrecer un rendimiento mejorado, como mayor eficiencia y confiabilidad y reducciones en los costos operativos. El avión comparte un alto grado de similitud con el ATR 42 más pequeño, que sigue en producción.

## Desarrollo

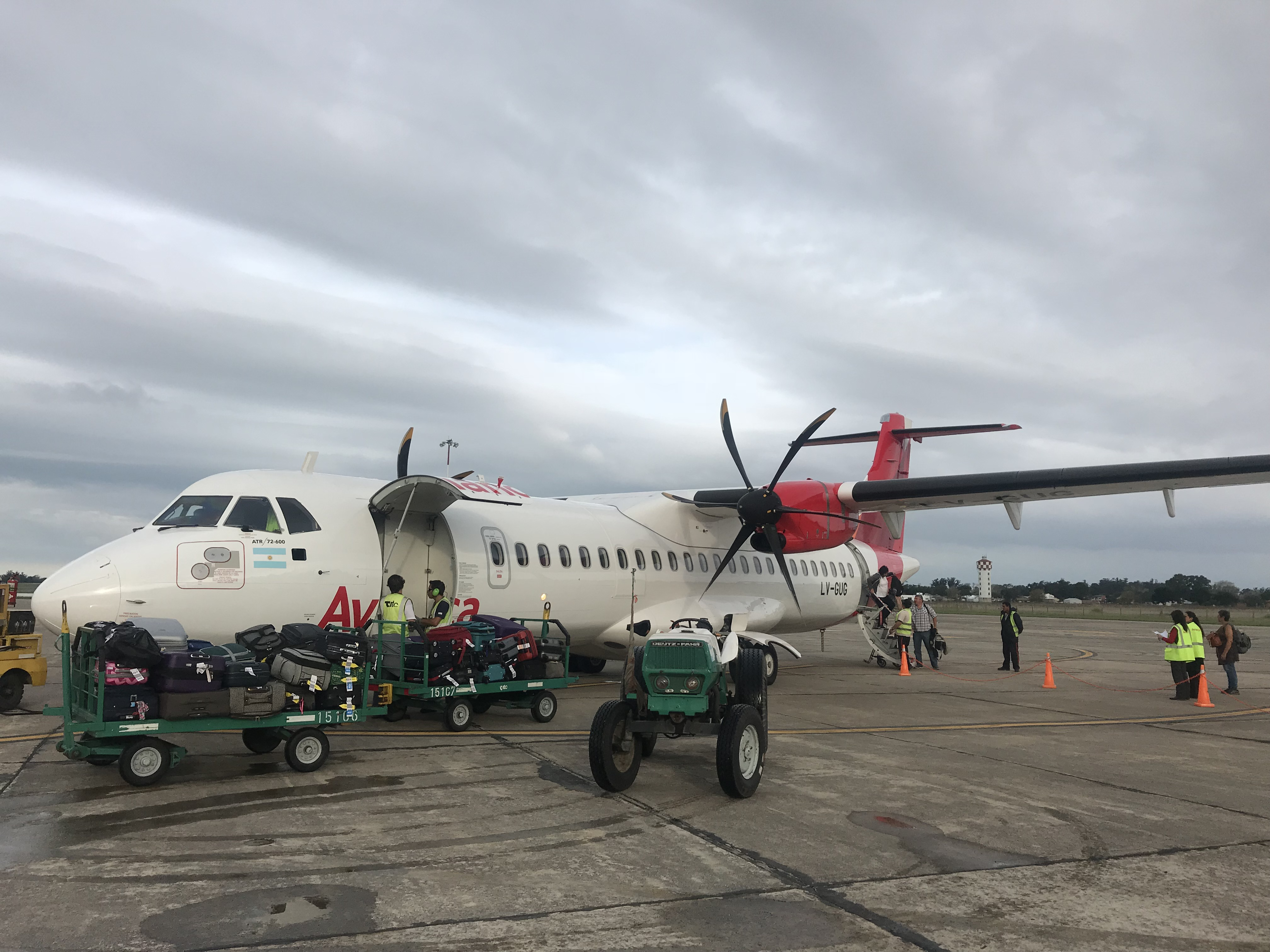
ATR 72-600 de Avianca Argentina en el aeropuerto de Mar del Plata.

El ATR 42 es la versión inicial de este tipo y fue dada a conocer en 1981, despegando por primera vez el 16 de agosto de 1984. El ATR 72 tiene un modelo muy similar al básico ATR 42 pero con una extensión adicional de 4.5 metros y alas modificadas. El ATR 72 fue dado a conocer en 1985 durante el Salón Internacional de la Aeronáutica y el Espacio de París-Le Bourget y realizó su viaje inaugural el 27 de octubre de 1988. Exactamente un año más tarde, el 27 de octubre de 1989, la aerolínea finlandesa Kar Air se convirtió en la primera compañía en poner en servicio dichos aviones.

### Producción
Actualmente los fuselajes de los ATR son fabricados en Pomigliano d'Arco (Nápoles, Italia) por Alenia Aeronautica. Las alas son instaladas por EADS Sogema Services en Burdeos, Francia, mientras que los últimos detalles, pruebas de vuelo, certificación y entrega están bajo la responsabilidad de ATR en Toulouse, Francia. Algunas secciones de los fuselajes son producidas en la instalación aeroespacial de Shaanxi, China, en las afueras de la ciudad de Xian.

## Diseño
Los pasajeros embarcan a través de la puerta trasera, mientras que la puerta delantera es utilizada para introducir la carga.

## Componentes del 72-600
Canadá -  Estados Unidos

### Electrónica

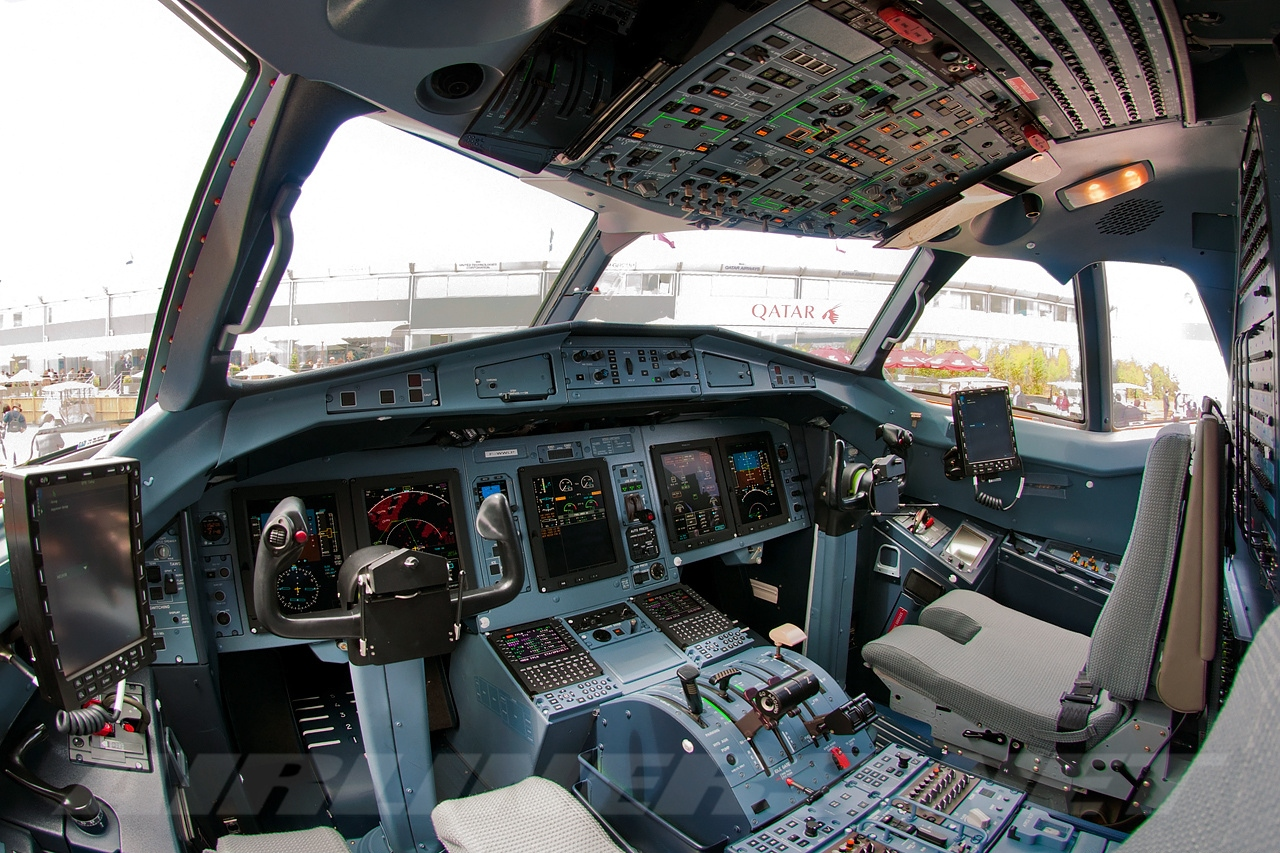
Cabina de mando del ATR 72-600.

| Sistema                            | País                      | Fabricante         | Notas   |
| ---------------------------------- | ------------------------- | ------------------ | ------- |
| Sensores AoA                       |                           |                    | 2       |
| TAWS                               | Bandera de Estados Unidos | ACSS               | T2CAS   |
| ACAS II                            | Bandera de Estados Unidos | ACSS               | T2CAS   |
| Transpondedor (opción 2014)        | Bandera de Estados Unidos | ACSS               | NXT-600 |
| Sistema de gestión del vuelo (FMS) | Bandera de Estados Unidos | Universal Avionics | 2       |

### Propulsión

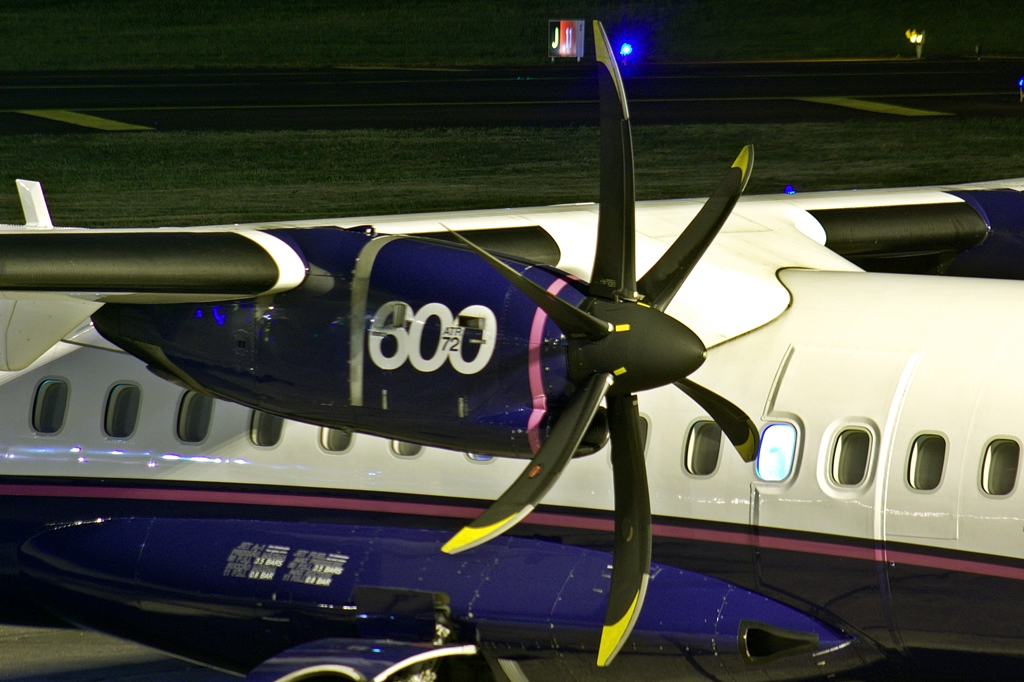
PW127M. Notar las 6 palas.

| Sistema | País              | Fabricante             | Notas      |
| ------- | ----------------- | ---------------------- | ---------- |
| Motor   | Bandera de Canadá | Pratt & Whitney Canada | 2 × PW127M |

## Variantes

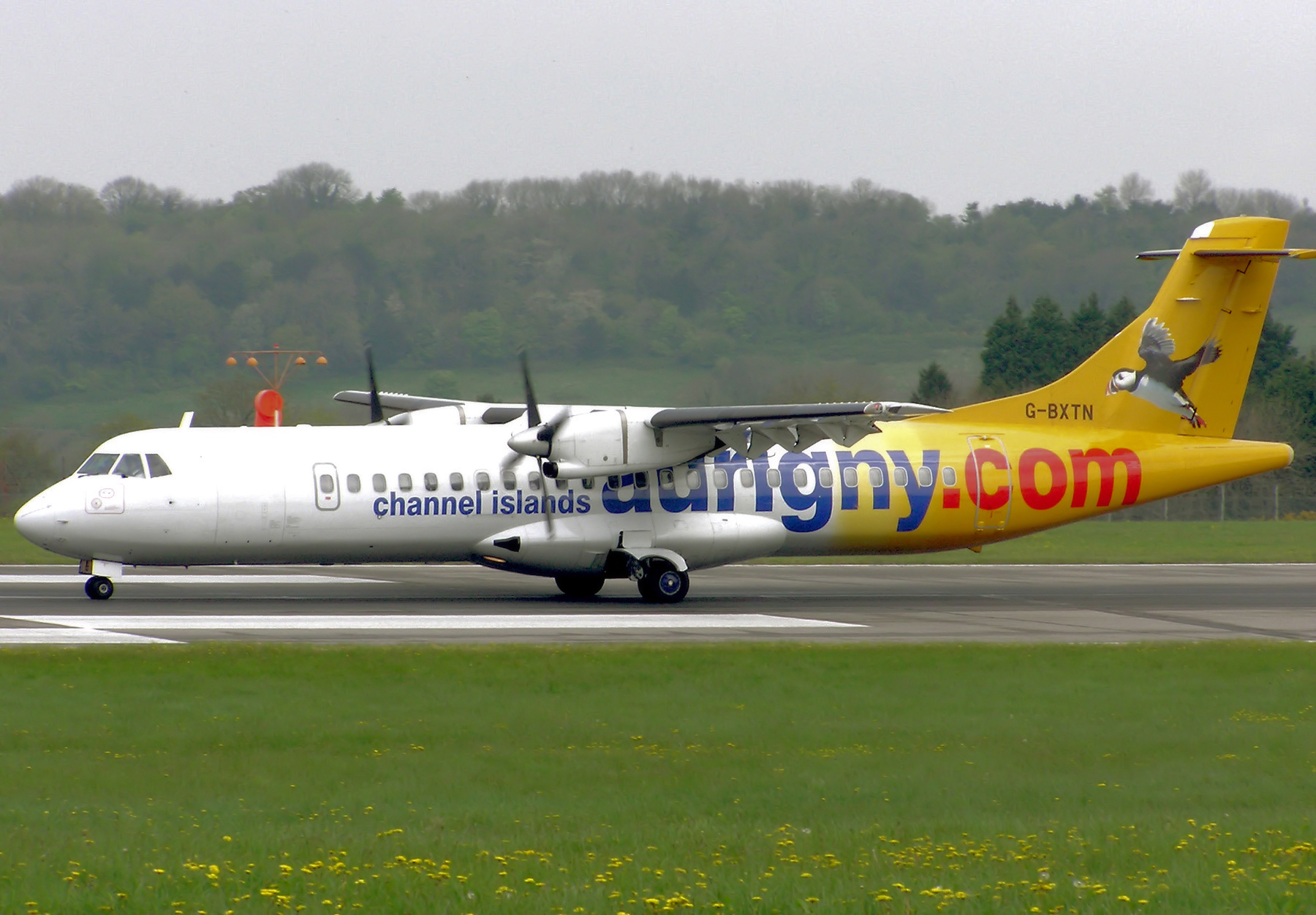
ATR 72-202 de Aurigny Air Services en el Aeropuerto de Bristol.

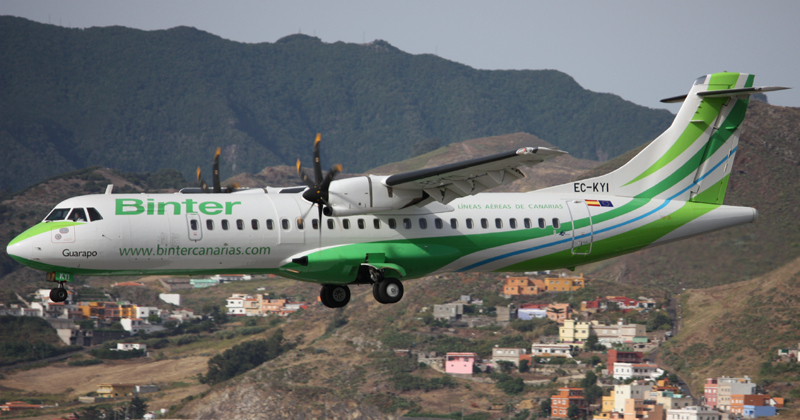
ATR 72-500 de Binter Canarias.

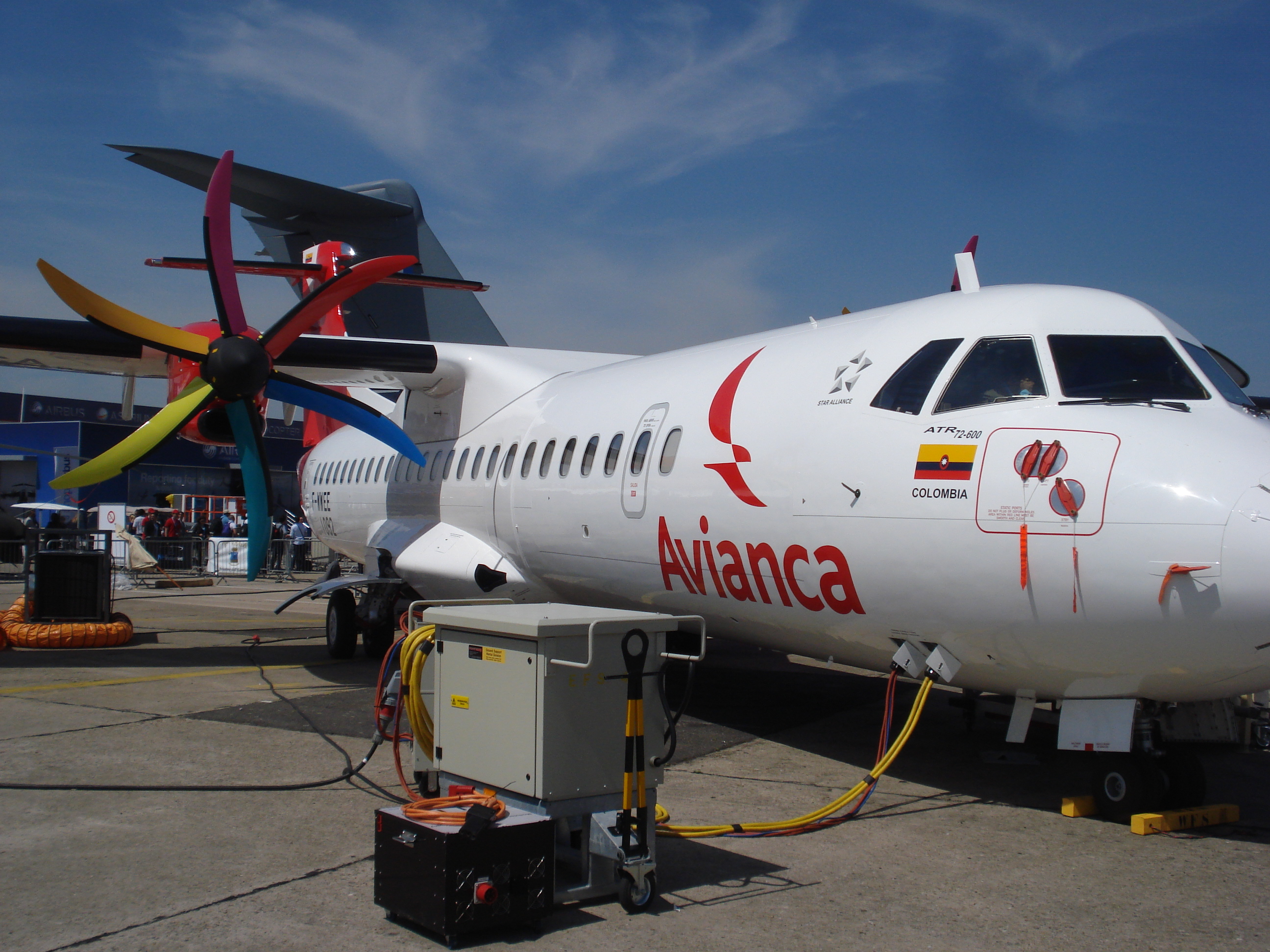
ATR 72-600 de Avianca Colombia.

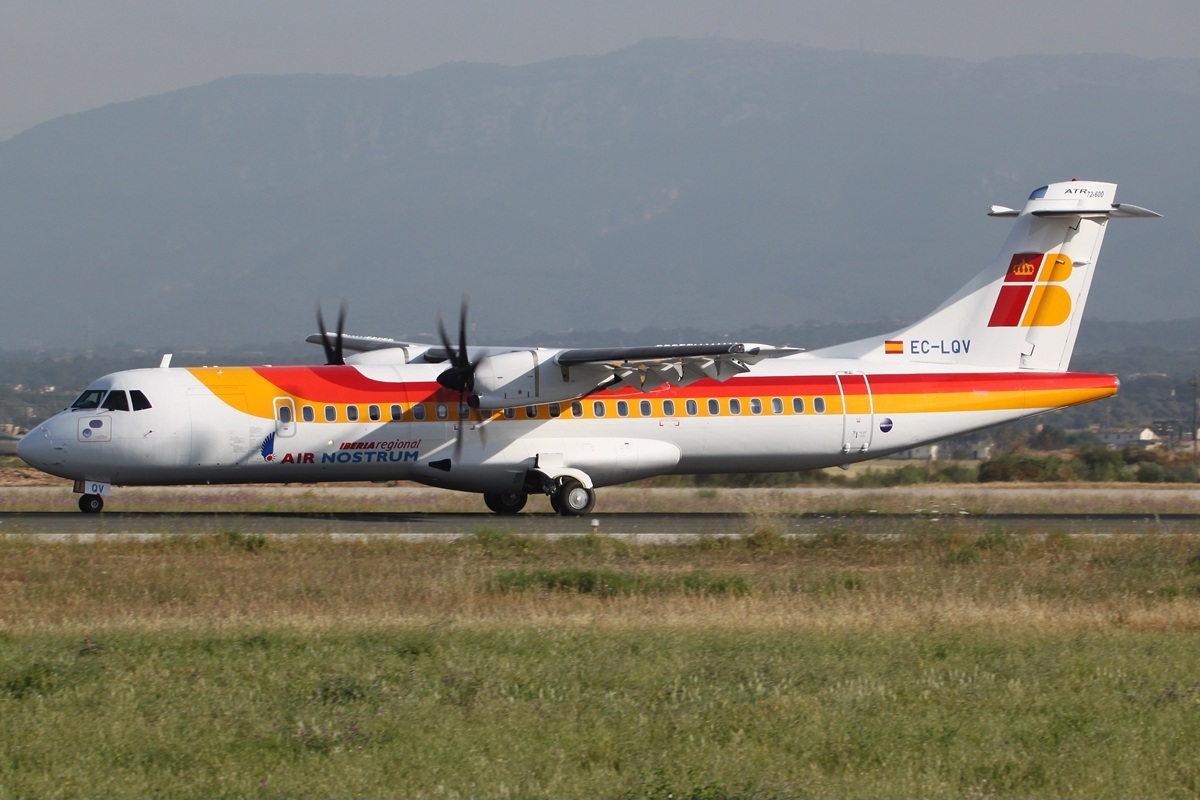
ATR 72-600 de Air Nostrum. Bajo la librea de Iberia.

### ATR 72–100
- ATR 72–101: Primera versión de producción, propulsada por dos motores PW124B y certificada en septiembre de 1989. Dos puertas para pasajeros: trasera y delantera.
- ATR 72–102: Versión propulsada por motores PW124B certificada en diciembre de 1989. Una puerta para pasajeros trasera y una puerta para carga delantera.

### ATR 72–200
- ATR 72–201: Mejora de la versión -101 con mayor peso máximo de despegue.
- ATR 72–202: Mejora de la versión -102 con mayor peso máximo de despegue.

### ATR 72–210
- ATR 72–211: Versión propulsada por motores PW127 certificada en diciembre de 1992.
- ATR 72–212: Versión propulsada por motores PW127 certificada en diciembre de 1992.

### ATR 72–500 (72-212A)
- ATR 72-212A: Versión comercializada como serie 500 certificada en enero de 1997 propulsada tanto por motores PW127F como PW127M como una versión actualizada del −210. Utiliza unas nuevas hélices de seis palas en lugar de las anteriores de cuatro; otras mejoras incluyen mayores pesos máximos y un mejor rendimiento, así como una mayor automatización en el control de potencia para facilitar el trabajo del piloto.

### ATR 72–600 (72-212A)
El martes 2 de octubre de 2006, el CEO de ATR, Ricardo Saenz anuncio el lanzamiento de la nueva aeronave serie 600 en una conferencia de prensa en Washington D. C.. El nuevo ATR 72-600 cuenta con los últimos avances tecnológicos al mismo tiempo aprovechando las ventajas conocidas de los anteriores modelos, es decir, su alta eficiencia, fiabilidad, bajo consumo de combustible y bajos costes operativos. En él se incluyen los Pratt & Whitney PW127M, unos motores que ofrecen un 5% de energía termodinámica adicional en el despegue, lo que mejora el rendimiento en aeropuertos con pistas cortas, en tiempo caluroso y a alta elevación como es el caso del Aeropuerto de Andorra con solo 1450 metros de pista a 800 metros de altura. Cuenta con un Glass cockpit con 5 pantallas LCD anchas que reemplazan al anterior EFIS (Sistema Electrónico de Vuelo por Instrumentos). Además, un equipo multipropósito (MPC) para las mejoras de las capacidades de seguridad de vuelo y de funcionamiento. La nueva aviónica, pasa a ser suministrada por Thales. Incluye nuevos asientos, más ligeros y más cómodos y espacios mayores para el equipaje.[cita requerida]
Considerado uno de los aviones regionales,más modernos en el mundo de la aviación.
El ATR 72-600 tiene por cliente de lanzamiento de la serie a Royal Air Maroc Express que recibió su primer ejemplar el 16 de agosto de 2011, cn 960, registro CN-COE.
Con registro temporal de prueba F-WWEY, el prototipo ATR 72-600 (cn 098, ex prototipo del ATR 72-202 construido en 1988) había volado por primera vez 2 años antes, el 24 de julio de 2009, en Toulouse.

### Otras versiones
- Variante de carga
- ATR 72 MPA
- Versión corporativa

## Operadores

### Civiles

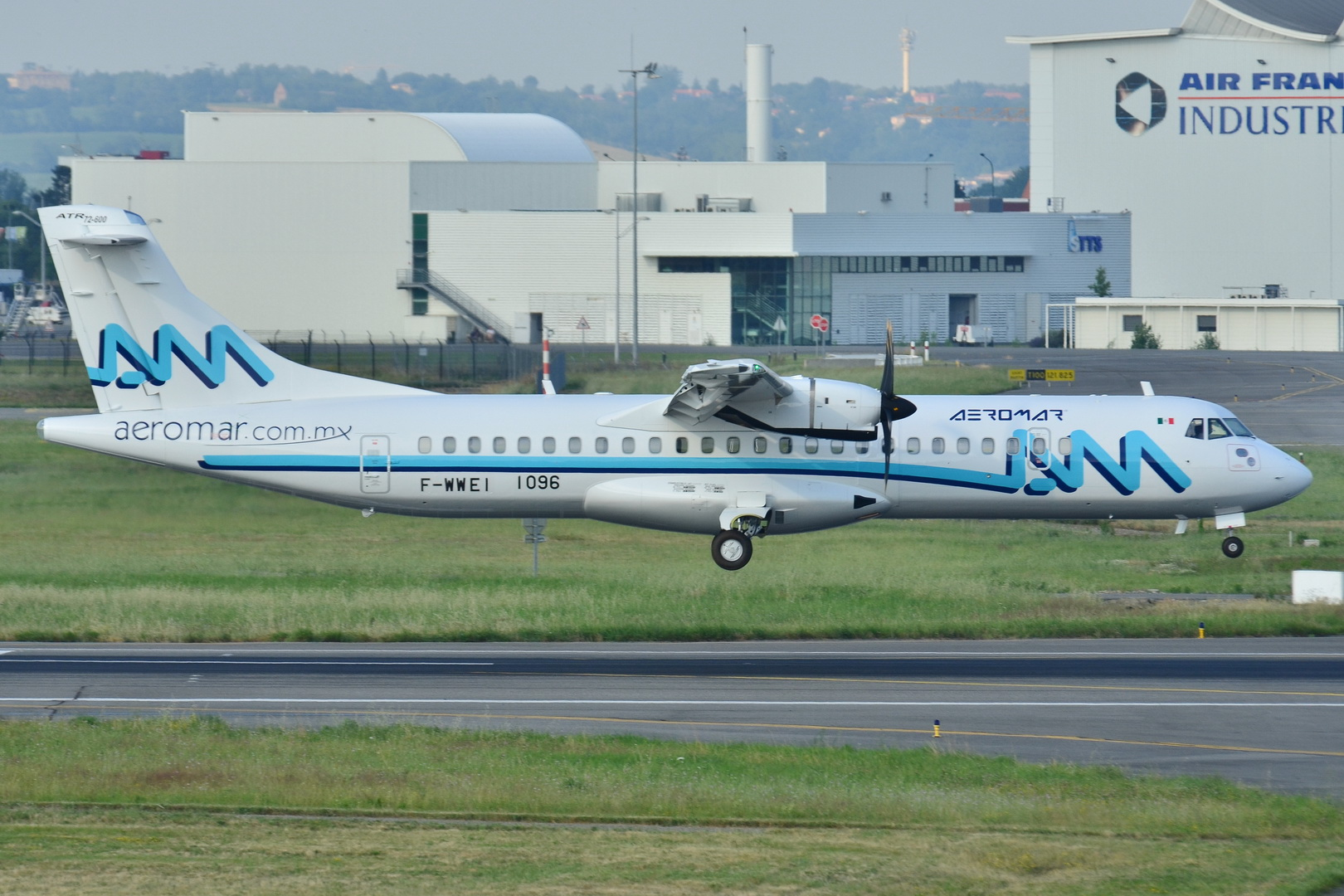
ATR 72-600 de Aeromar "F-WWEI", posteriormente "XA-MKH"

Principales aerolíneas operadores del ATR 72 (con más aparatos a 6 de mayo de 2018)
- Wings Air: 69[7]
- IndiGo Airlines: 42[8]
- Azul Linhas Aéreas Brasileiras: 40[9]
- FedEx Express: 34[10]
- Air New Zealand: 29[11]
- Binter Canarias: 28[12]
- Swiftair: 18[13]
- Alliance Air: 18[14]
- Cebu Pacific Air: 16[15]
- Aer Lingus Regional: 16[16]
- UTair Aviation: 15[17]
- Air Algérie: 15[18]
- Braathens Regional: 14[19]
- Uni Air: 14[20]
- Buddha Air: 13[21]
- Iran Air: 13[22]
- Emerald Airlines: 12[23]
- Voepass Linhas Aéreas: 12[24]
- Nordic Regional Airlines: 12[25]
- Silver Airways: 11[26]
- MASwings: 10[27]
- Caribbean Airlines: 10[28]
- Air Tahiti: 10[29]
- Bangkok Airways : 10[30]
- Olympic Air: 10[31]
- ASL Airlines Ireland: 9[32]
- Firefly: 9[33]
- Zimex Aviation: 9[34]
- Mandarin Airlines: 9[35]
- Solenta Aviation: 9[36]
- Batik Air Malaysia: 8[37]
- Loganair: 8[38]
- Empire Airlines: 8[39]
- Myanmar National Airlines: 8[40]
- Air India Regional: 8[41]
- Air Nostrum: 8[42]
- Sky Express: 8[43]
- SprintAir: 8[44]
- Scandinavian Airlines System: 7[45]
- Danish Air Transport: 7[46]
- Xfly: 7[47]
- Aeromar: 7[48]
- Citilink: 7[49]
- TruJet: 7[50]
- Lao Airlines: 7[51]
- Fleet Air International: 6[52]
- Air Serbia: 6[53]
- Air Cairo: 6[54]
- PNG Air: 6[55]
- VASCO: 6[56]
- Calm Air International: 6[57]
- Air Madagascar: 6[58]
- EasyFly: 6[59]
- Windrose Airlines: 6[60]
- Canaryfly: 6[61]
- Royal Air Maroc: 6[62]
- TAROM: 6[63]
- Air Corsica: 5[64]
- Afrijet Business Service: 5[65]
- Mountain Air Cargo: 5[66]
- Summit Air: 5[67]
- LIAT: 5
- Amazon Prime Air: 5[68]
- Yeti Airlines: 5[69]
- Precision Air: 5[70]
- Fiji Link: 4[71]
- flyCAA: 4[72]
- Pelita Air Service: 4[73]
- Hi Air: 4[74]
- Air KBZ: 4[75]
- Morningstar Air Express: 4[76]
- Eastern Airways: 4[77]
- TAG Airlines: 4[78]
- Tunisair Express: 4[79]
- Iran Aseman Airlines: 4[80]
- Air Caledonie Airlines: 4
- Blue Islands: 4[81]
- Aurigny Air Services: 4[82]
- Air Haifa: 3 (+2)[83]
- Zimex Aviation Austria: 3[84]
- AirSWIFT: 3[85]
- West Atlantic UK: 3[86]
- Silvakia: 3[87]
- Air Astra: 3[88]
- Flybig Airlines: 3[89]
- Air Caraibes: 3[90]
- Manta Air: 3[91]
- Hevilift Australia: 3[92]
- Tsaradia: 3
- Air Mauritius: 3[93]
- TAP Express: 2[94]
- Flightlink: 2[95]
- SATENA: 2[96]
- Canadian North: 2[97]
- AirConnect: 2[98]
- Trigana Air Service: 2[99]
- Maldivian: 2[100]
- Toki Air: 2[101]
- Uep! Fly: 2[102]
- Cambodia Angkor Air: 2[103]
- MAP Linhas Aéreas: 2[104]
- Bahamasair: 2[105]
- RAF-Avia: 2[106]
- Binter Cabo Verde: 2[107]
- Vietnam Airlines: 2[108]
- Air Vanuatu: 2[109]
- Amelia International: 2[110]
- Poste Air Cargo: 2[111]
- Solenta Aviation Gabon: 2[112]
- CEIBA Intercontinental: 2[113]
- EWA Air: 2
- Travira Air: 2[114]
- Syrian Air: 2[115]
- Overland Airways: 2[116]
- Air Senegal: 2[117]
- Air Antilles Express: 2[118]
- Japan Air Commuter: 2[119]
- Air Botswana: 2[120]
- Aeroitalia: 1[121]
- Global Aviation: 1[122]
- United Nations: 1[123]
- Air Century: 1[124]
- Wasaya Airways: 1[125]
- Golden Myanmar Airlines: 1[126]
- Pakistan International Airlines: 1[127]
- KrasAvia: 1[128]
- Hunnu Air: 1[129]
- Andorra Airlines: 1[130]
- Chalair Aviation: 1[131]
- Cubana de Aviación: 2[132]

### Militares
Italia
- Fuerza Aérea Italiana: 4 ATR-72MP más 1 en opción, con los que sustituirá los 9 Dasault-Breguet Br.1150 Atlantic 1 MP que restan en servicio de los 18 que recibió entre 1972 y 1974. Fueron modernizados entre 1988 y 1993, con radar de búsqueda Thomson-CSF Iguane, MAD (Magnetic Anomaly Detector, Detector de Anomalía Magnética), GPS y sonoboyas activas y pasivas,[133] pero está previsto darlos de baja en 2013.[134] El primer ATR 72-600, cn 970, se entregó el 2 de marzo de 2012 a la Fuerza Aérea Italiana/Guardia di Finanza como F-WWLU/F-WKVE, futuro CSX62280/MM62282.[4]

 Tailandia
- Real Fuerza Aérea Tailandesa: 6[135]

### Antiguos Operadores

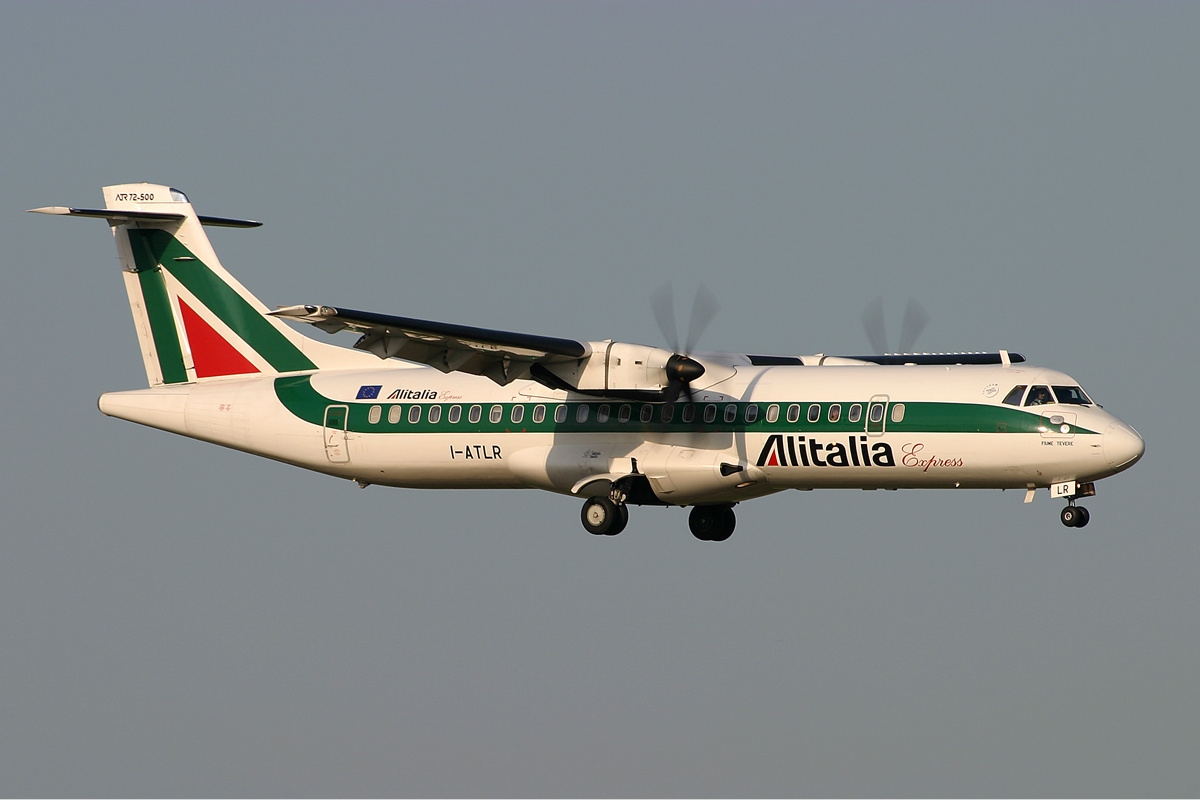
ATR 72-500 de Alitalia Express

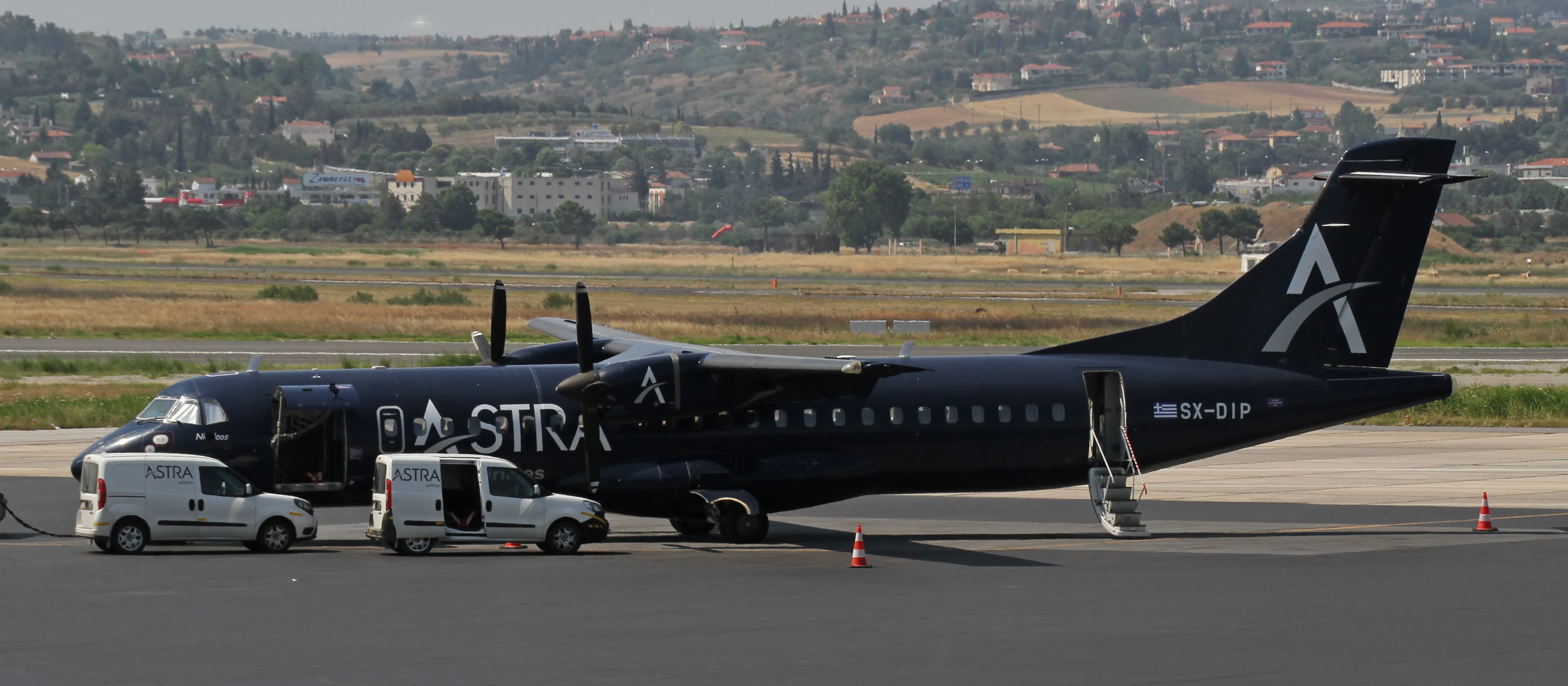
ATR 72-202 de Astra Airlines

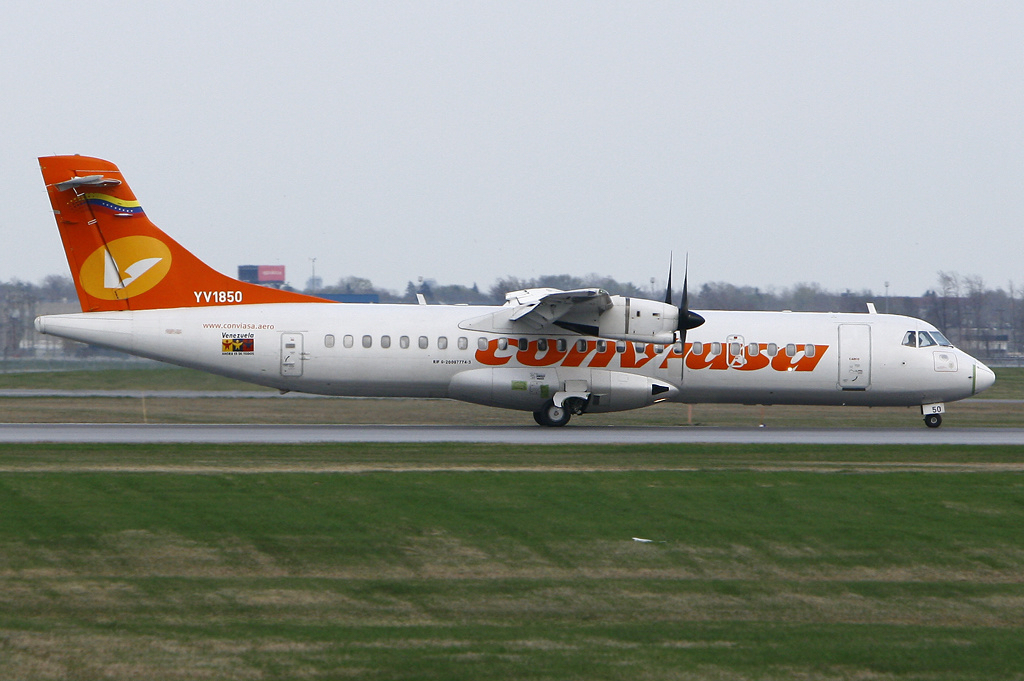
ATR 72-201 de Conviasa

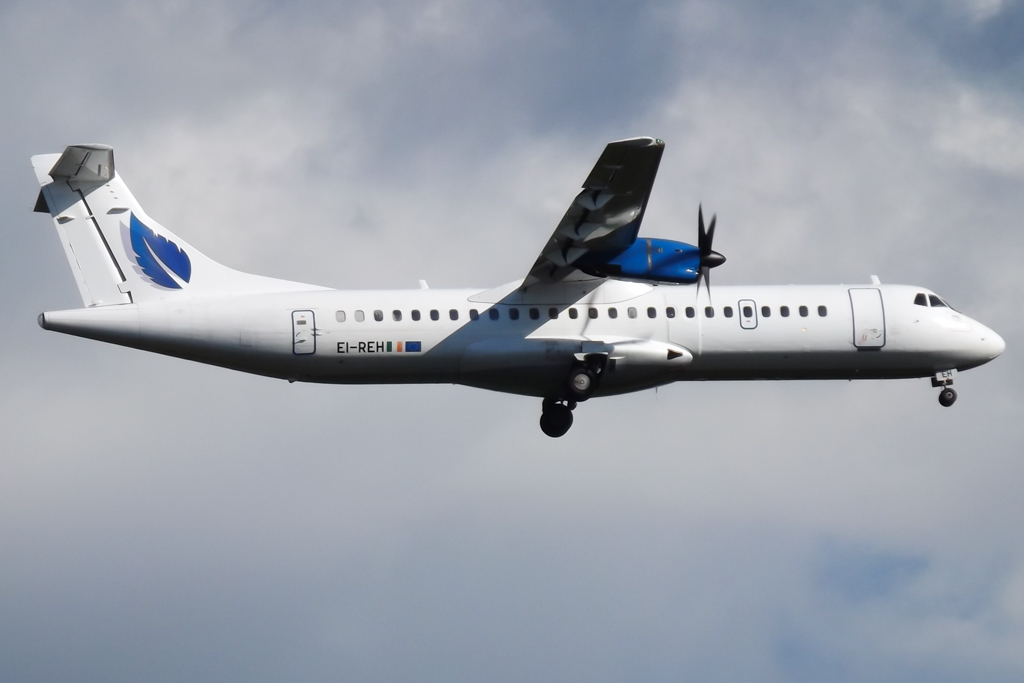
ATR 72-200 de Stobart Air en Glasgow

#### América
Argentina
- Avianca Argentina (2)[136]

 Brasil
- Total Linhas Aéreas (2)[137]

 Canadá
- Avionco (1)[138]

 Colombia
- Avianca (9)[139]

 Estados Unidos
- Flagship Airlines (6)[140]
- 'Ohana by Hawaiian (3)[141]
- Trans States Airlines (3)[142]

 Honduras
- Avianca Honduras (2)[143]

 Uruguay
- BQB Líneas Aéreas (2)[144]

 Venezuela
- Conviasa (3)[145]

#### África
Cabo Verde
- Cabo Verde Airlines (3)[146]

 Kenia
- Fly540 (4)[147]

 Sudáfrica
- Comair (1)[148]

#### Oceanía
Australia
- Virgin Australia (14)[149]
- Virgin Australia Regional (14)[150]

 Kiribati
- Air Kiribati (1)[151]

 Papúa Nueva Guinea
- Air Niugini (1)[152]

#### Asia
Azerbaiyán
- Azerbaijan Airlines (4)[153]

 Birmania
- FMI Air (2)[154]
- Myanmar Airways International (1)[155]

 Brunéi
- Royal Brunei Airlines (2)[156]

 China
- China Southern Airlines (5)[157]

 Indonesia
- Garuda Indonesia (18)[158]
- TransNusa (7)[159]

 Israel
- Arkia (5)[160]
- Israir (3)[161]

 República de China
- Far Eastern Air Transport (6)[162]

 Tailandia
- Nok Air (4)[163]
- Thai Airways (2)[164]
- Thai Lion Air (1)[165]

 Turquía
- AnadoluJet (2)[166]

#### Europa
Alemania
- Eurowings (16)[167]
- Avanti Air (3)[168]
- Lufthansa Regional

 Bulgaria
- GullivAir (3)[169]
- Fleet Air Bulgaria (1)[170]

 Dinamarca
- Jet Time (13)[171]

 España
- Air Europa Express (8)[172]

 Estonia
- Nordica (2)[173]

 Francia
- Air France Hop (18)[174]
- Air Austral (3)[175]
- Regourd Aviation (1)[176]

 Grecia
- Aegean Airlines (5)[177]
- Astra Airlines (1)[178]

 Irlanda
- Stobart Air (20)[179]

 Italia
- Air Dolomiti (13)[180]
- Alitalia (6)[181]
- Blue Panorama Airlines (1)[182]

 Lituania
- DOT LT (3)[183]

 Polonia
- LOT Polish Airlines (8)[184]

 Portugal
- White Airways (10)[185]

 República Checa
- Czech Airlines (12)[186]

 Rumania
- Carpatair (2)[187]

 Suecia
- West Air Sweden (6)[188]
- Air Leap (1)[189]

## Accidentes e incidentes

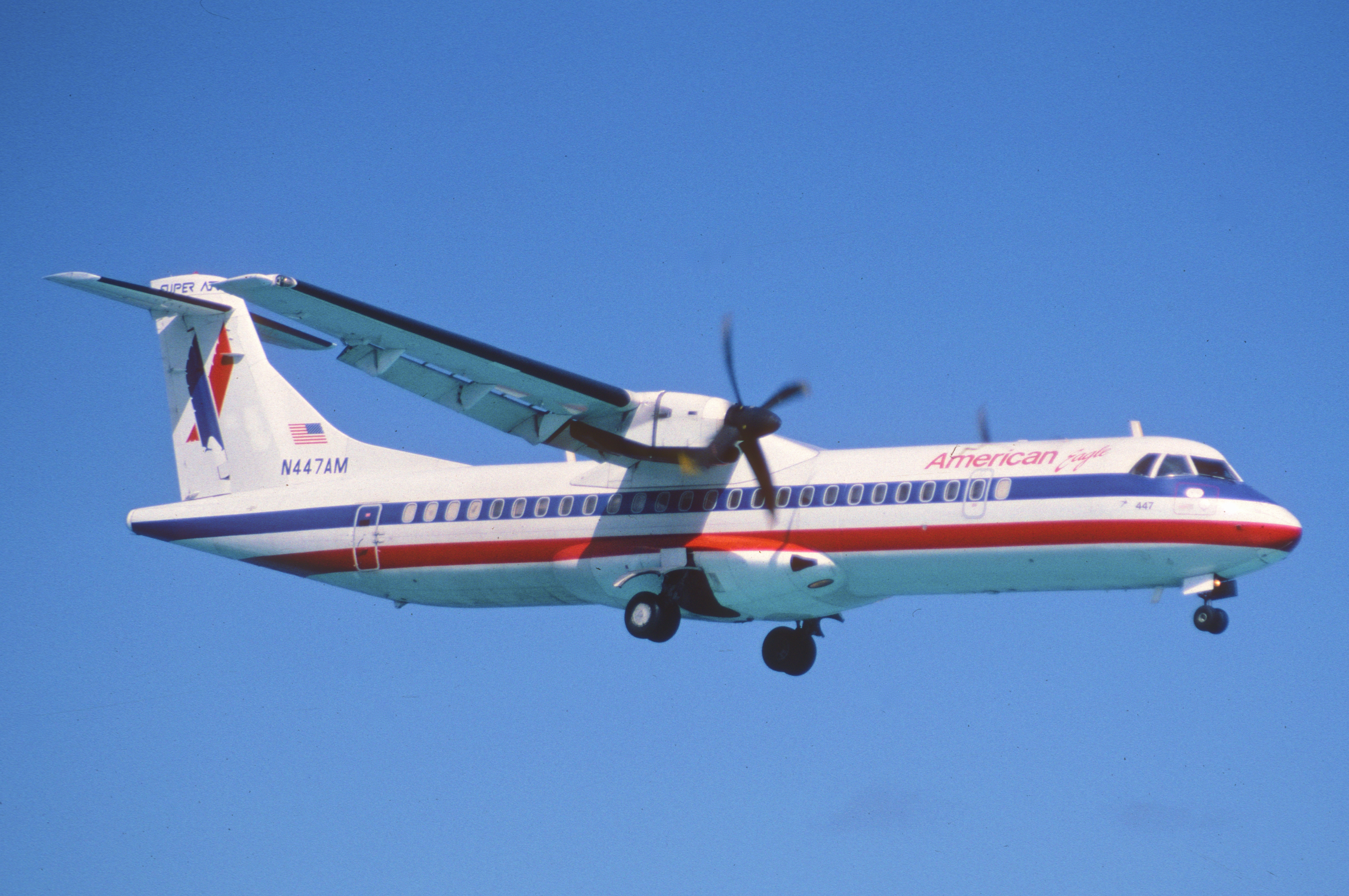
Vuelo 4184 de American Eagle, perdido en 1994, 68 fallecidos.

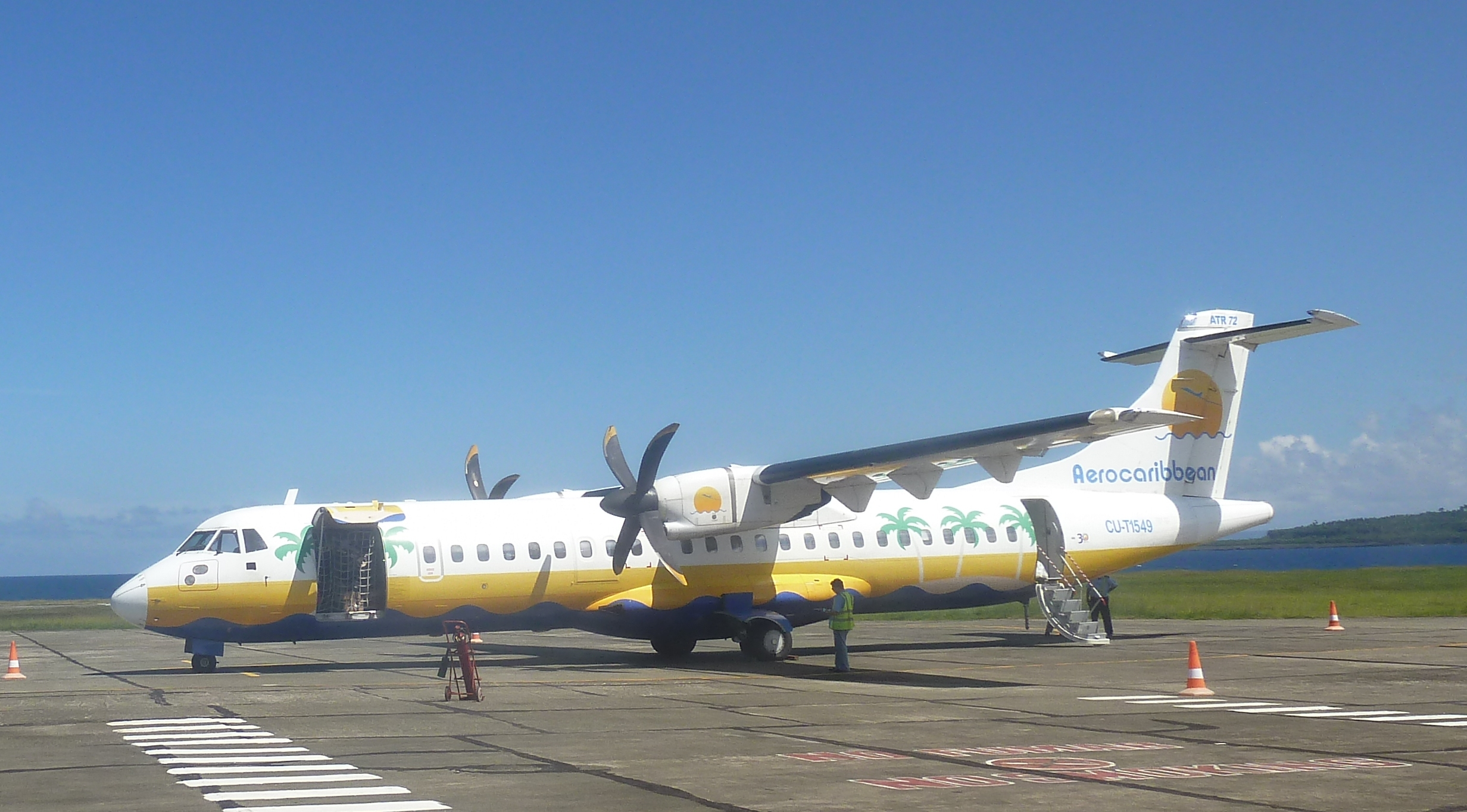
Vuelo 883 de Aero Caribbean, perdido en 2010, 68 fallecidos.

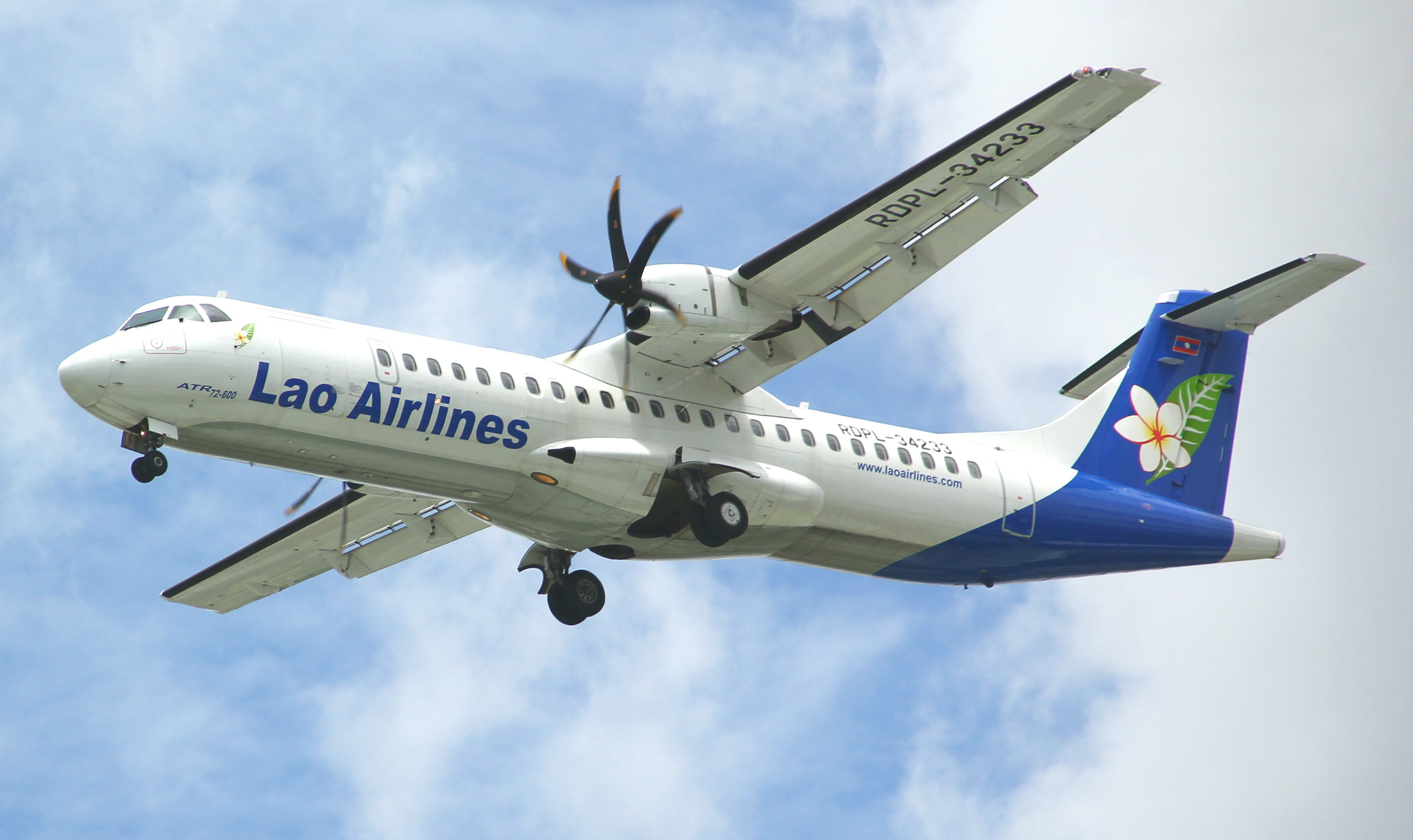
Vuelo 301 de Lao Airlines, perdido en 2013, 49 muertos.

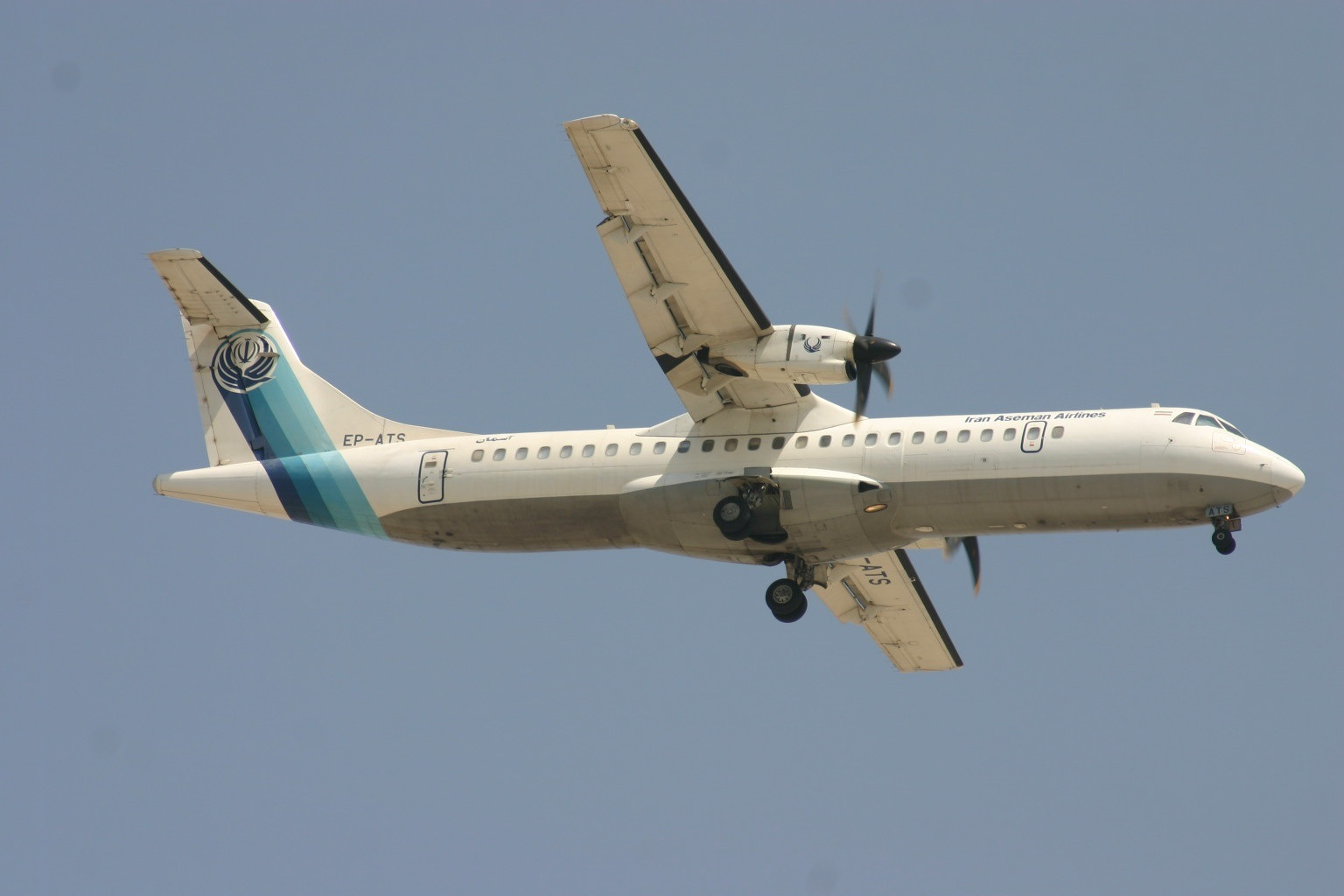
Vuelo 3704 de Aseman Airlines, accidentado en 2018, 66 fallecidos.

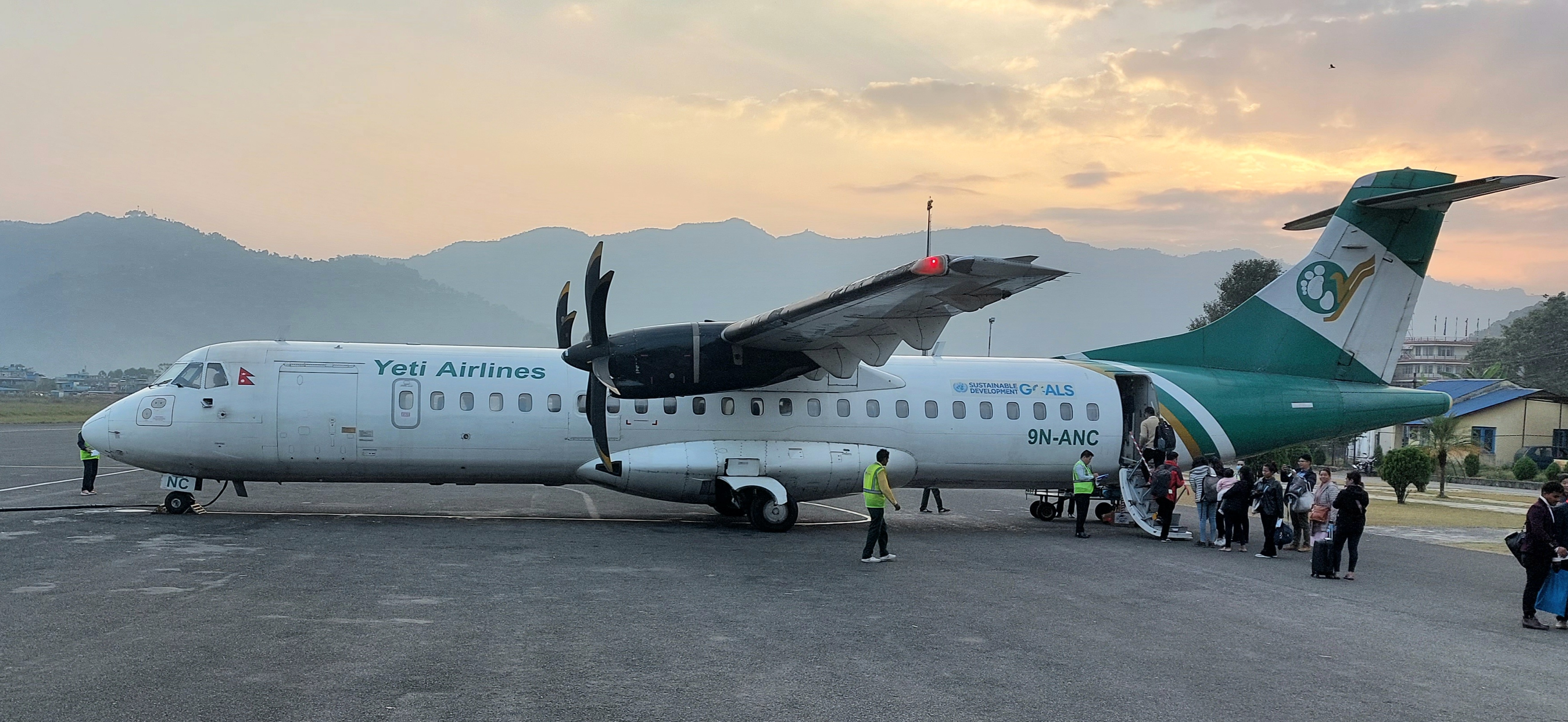
Vuelo 691 de Yeti Airlines, accidentado en 2023, 72 fallecidos, el más mortífero de un ATR 72.

- El 31 de octubre de 1994, el ATR 72-212 del vuelo 4184 de American Eagle se estrelló en Indianápolis después de experimentar condiciones de congelación, muriendo sus 64 pasajeros y sus 4 tripulantes.Luego de esto en EEUU, se desaconsejó el uso de ATR-72 en condiciones frías, pasando este avión a ser usado más al sur estadounidense en donde hay un clima más cálido. También hubo irregularidades en el control de calidad por parte de Aérospatiale, sabedora del mal diseño de los sistemas de descongelación en el avión.
- El 30 de enero de 1995, el vuelo 510A de TransAsia Airways, un ATR 72-202 que volaba desde Magong hacia Taipéi, se desvió de su curso y se estrelló contra una colina durante la aproximación en el distrito de Guishan de Taiwán, los cuatro tripulantes a bordo fallecieron. La causa del accidente se debió a un error del piloto.
- El 21 de diciembre de 2002, el vuelo 791 de TransAsia Airways, un ATR 72-202, se estrelló luego de experimentar condiciones de congelación en un viaje de Taipéi a Macau. Tras este incidente se desaconsejó el uso de ATR-72 en el mercado europeo.
- El 6 de agosto de 2005, el vuelo 1153 de Tuninter, un ATR 72-202 proveniente de Bari, Italia con destino a Djerba, Túnez, se estrelló en el Mar Mediterráneo a 18 millas de la ciudad de Palermo, durante un aterrizaje de emergencia, matando así a 16 de los 39 individuos a bordo. La causa del accidente fue la falta de combustible en los propulsores, originada por la instalación de un sensor de combustible que no pertenecía a este modelo, también se debió al estrés de la situación, los pilotos de la aeronave se abstuvieron de abanderar las hélices de los motores turbohélice, ya que así hubiesen podido hacer un aterrizaje de emergencia al aeródromo más cercano, las hélices al no estar abanderadas generaron resistencia al avance de la aeronave y no permitió mayor planeo a la aeronave
- El 4 de agosto de 2009, un ATR 72-212, vuelo 266 de Bangkok Airways, se estrelló en el aeropuerto de la isla de Ko Samui (Tailandia), perdiendo la vida su piloto. A bordo viajaban 68 pasajeros y cuatro tripulantes. La causa del siniestro se atribuye a la fuerte lluvia y el viento en el momento del aterrizaje, que hicieron perder al piloto el control de aparato, estrellándose contra una torre de control en desuso del aeropuerto.
- El 4 de noviembre de 2010, el vuelo 883 de Aero Caribbean, un ATR 72-212, después de experimentar condiciones de congelación sufrió un accidente en las proximidades de las comunidades rurales de Paredes y Guasimal, ubicadas a unos 15 kilómetros de la capital de la provincia de Sancti Spíritus, en Cuba y relativamente cercanas a la presa Zaza, el mayor embalse del país. En la aeronave viajaban 61 pasajeros y 7 tripulantes, de ellos 40 cubanos y 28 extranjeros. No hubo supervivientes.[190]
- El 2 de abril de 2012, el vuelo 120 de UTair, un ATR 72-201, se estrelló poco después de haber despegado de Tiumen a las 07H44 local (01H44 GMT) con dirección a Surgut, dos ciudades de Siberia Occidental, según la nota oficial del ministerio. Había a bordo 39 pasajeros y una tripulación de cuatro personas. Treinta y una personas murieron. La investigación reveló que la aeronave no había sido descongelada antes del despegue. La tripulación del vuelo sabía que el hielo y la nieve se habían acumulado en el avión, pero decidieron no descongelarlo.
- El 16 de octubre de 2013, el vuelo 301 de Lao Airlines, un ATR 72-600 se estrelló en un tramo del río Mekong a unos ocho kilómetros del aeropuerto de Pakse, capital de la provincia de Champasak, una hora y cuarto después de haber despegado de Vientián. Las 44 personas que viajaban, 39 pasajeros y 5 tripulantes, murieron al estrellarse el aparato en el sur de Laos cuando se disponía a aterrizar, según informó el Ministerio de Asuntos Exteriores de Tailandia.
- El 23 de julio de 2014, vuelo 222 de TransAsia Airways, un ATR 72-500 de la compañía aérea taiwanesa TransAsia Airways, cayó sobre una zona residencial, causando la muerte a 51 de sus 58 ocupantes, tras un intento fallido de un aterrizaje de emergencia en la islas Penghu, en Taiwán.
- El 4 de febrero de 2015, el vuelo 235 de TransAsia Airways entre Taipéi y el archipiélago Kinmen, un ATR 72-600 con matrícula B-22816, se estrelló sobre el río Jilong en Taipéi causando la muerte de 35 personas. Hubo 15 supervivientes y 8 desaparecidos.[191] La primera reproducción del grabador de voces indica que la tripulación paró el motor equivocado: habría apagado el motor número 1 (izquierdo) en lugar del número 2 (derecho) al recibir el primer aviso de un problema en un motor.[192]
- El 18 de febrero de 2018, el vuelo 3704 de Aseman Airlines se estrelló en Irán, en las montañas de Zagros, un ATR 72-212 de la compañía Iran Aseman Airlines con 66 personas a bordo. No hubo supervivientes.
- El 15 de enero de 2023, el vuelo 691 de Yeti Airlines, un ATR 72-500, se estrelló al aterrizar en el Aeropuerto de Pokhara, Pokhara, Nepal. Las 72 personas a bordo murieron. Es el peor accidente que involucra a un avión ATR-72.[193][194]
- El 9 de agosto de 2024, el vuelo 2283 de Voepass Linhas Aéreas, un ATR 72-500 con 58 pasajeros y 4 tripulantes, de la aerolínea Voepass, volando la ruta comercial de Cascavel hacia el Aeropuerto Internacional de São Paulo-Guarulhos cayó en Vinhedo, ciudad del interior del Estado de São Paulo.[195] Las 62 personas a bordo murieron.[196]

## Especificaciones

### ATR 72-500 (-212A)
Referencia datos: www.ATR.fr

### Características generales
- Tripulación: 2
- Capacidad: 72 a 78 pasajeros
- Carga: 10,60 m³
- Longitud: 27,16 m
- Envergadura: 27,05 m
- Altura: 7,65 m
- Superficie alar: 61,00 m²
- Perfil alar: RA 1843 (NACA 43018 mod)[198]
- Peso vacío: 12950 kg
- Peso máximo al despegue: 22800 kg
- Planta motriz: 2× turbohélice Pratt & Whitney Canada PW127F.
  - Potencia: 1846 kW (2475 HP; 2509 CV) cada uno.

### Rendimiento
- Velocidad nunca excedida (Vne): 511 km/h
- Alcance: 1650 km
- Techo de vuelo: 7600 m

### ATR 72-600
Referencia datos: ATR 72-600 Leaflet (atraircraft.com)

### Características generales
- Tripulación: 2
- Capacidad: 68 a 78 pasajeros
- Longitud: 27,166 m
- Envergadura: 27,050 m
- Altura: 7,65 m
- Superficie alar: 61 m²
- Perfil alar: RA 1843 (NACA 43018 mod)[198]
- Peso vacío: 13 311 kg
- Peso útil: 7500 kg
- Peso máximo al despegue: 22 800 kg 23 000 kg
- Planta motriz: 2× turbohélice Pratt & Whitney Canada PW127M.
  - Potencia: 1846 kW (2475 HP; 2509 CV) cada uno.
- Hélices: 1× Hamilton Standard 568F por motor.
- Diámetro de la hélice: 3,93 m

### Rendimiento
- Alcance: 825 NM / 1528 km (con 70 pasajeros máximo)
- Régimen de ascenso: (ISA, SL, MTOW) 1355 ft/min / 6,88 m/s

### Desarrollos relacionados
- ATR 42

### Aeronaves similares
- Bombardier Dash 8 Q400
- British Aerospace ATP
- CASA C-295
- Fokker 50
- Handley Page Dart Herald
- Antonov An-140
- Ilyushin Il-114
- NAMC YS-11
- Saab 2000

### Listas relacionadas
- Anexo:Aviones de línea regionales